# 尧难宗
尧难宗（505年—566年7月9日），名峻，字难宗，以字行，上党郡长子县（今山西省长治市长子县）人，北魏、东魏、北齐官员。 

## 生平
北魏正光末年天下大乱，尧难宗接受朝廷招募从军，在雁塞击败柔然。永安二年（529年），尧难宗以开府参军事为起家官。永安三年（530年），破野头部纥豆陵步蕃等人起兵反对尔朱氏，尧难宗参与了讨伐平定纥豆陵步蕃的战争。普泰年间，刘灵助在幽州起兵，尧难宗跟随哥哥尧雄将刘灵助平定。同年十月，尧难宗跟随尧雄献定州归附高欢，出任镇远将军、右箱直寝。普泰二年（532年），尧难宗参与韩陵之战，击败尔朱氏的联军。此后高欢派遣尧难宗担任魏孝武帝的侍从，有监视魏孝武帝的用意。魏孝武帝认为尧难宗的母亲和哥哥都在晋阳，将尧难宗派到南阳郡，以摆脱控制。永熙三年（534年），魏孝武帝西迁关中，高欢任命尧难宗代理东荆州刺史。天平元年（534年），兖州刺史樊子鹄起兵响应关中，大都督娄昭受命讨伐，尧难宗作为娄昭部下身先士卒，生擒南青州刺史大野拔等人，将他们用囚车送到晋阳，尧难宗很快出任辅国将军、持节、东郡太守、当郡都督。武定元年（543年），尧难宗因为邙山之战的功勋，出任使持节、南岐州刺史，尧难宗的母亲赵胡仁获赐封南阳郡君，尧难宗出任主衣都统，封征羌侯。武定六年（548年），尧难宗因为击败侯景、夺取玄瓠的功勋，出任征西将军，封征羌县开国子，食邑三百户。天保元年夏五月戊午（550年6月9日），齐文宣帝高洋接受禅让的那一天，尧难宗给鸟涂上颜色说是赤雀献上，出任开府仪同三司。齐文宣帝很快知道是染色的鸟，也不怪罪尧难宗。天保五年（554年）二月，齐文宣帝诏令六州大都督段韶讨伐东方白额，段韶到达之后，恰逢南梁将军严超达等军进攻泾州，陈霸先又率领大军将要进攻广陵城，刺史王敬宝派遣使者告急，又有尹思令率领部下一万多人谋划偷袭盱眙城。北齐军队全部畏战不前，段韶对将军们说：“自从南梁政局动乱以来，国家没有固定的君主，人人动摇不定，谁强就跟谁。陈霸先等人智小谋大，政令不一，外表看起来似乎同心，实际上离心离德。诸位将军不值得为之担忧，我已经筹划好了。”段韶于是留下仪同敬显儁、尧难宗等人防守宿预，自己带领步兵骑兵数千人兼程赶赴泾州。天保六年（555年），陆法和归附北齐时，清河王高岳出兵长江边接应，尧难宗也率领水军前往接应，很快出任使持节、怀州诸军事、怀州刺史。萧渊明被陈霸先废除皇位后，齐文宣帝高洋谴责陈霸先，命令仪同萧轨与李希光、东方老、裴英起、王敬宝等人，率领厍狄伏连、尧难宗、东广州刺史独孤辟恶、洛州刺史李希光，与任约、徐嗣徽等人，统帅十万军队前往讨伐。天保七年三月戊戌（556年4月18日），齐军从栅口出兵渡过长江，向梁山进发，讨伐南梁。南梁帐内荡主黄丛迎击，将齐军击败，烧掉齐军前锋战船，齐军退守驻扎在芜湖。天统年间，尧难宗患病在家中，太上皇高湛亲自前往尧难宗家中看望。天统二年岁次丙戌六月七日（566年7月9日），尧难宗在临漳县永福里家中发病去世，虚岁六十二。齐后主诏令赠予使持节、都督赵安平三州诸军事、骠骑大将军、赵州刺史、开府仪同三司、中书监、征羌县开国侯。天统三年岁次丁亥二月壬寅朔廿日迁葬于邺城西北七里。

## 家庭

### 祖父
- 尧暄，北魏相州刺史[8]

### 父母
- 尧荣，北魏常侍[8]
- 赵胡仁，南阳郡太守赵某之女，封南阳郡君[9]

### 兄弟姐妹
- 尧雄，东魏骠骑大将军、豫州刺史、城平武恭公
- 尧奋，东魏使持节、都督颍州诸军事、骠骑大将军、左光禄大夫、颍州刺史、颍州大都督、安夷武忠伯

### 夫人
- 独孤思男，北魏中书侍郎、散骑常侍、南北部尚书、恒州刺史独孤盛之女，天保年间封建州萇平郡君，武平二年七月廿六日在临漳县香夏里去世，虚岁六十，武平二年十月廿二日祔葬于邺城西漳水北尧家旧墓尧难宗墓旁[10]
- 吐谷浑靜媚，吐谷浑国主阿豺玄孙女，汶山公吐谷浑头孙女，宁西将军、长安镇都将、洛州刺史、南中郎将、汶山公吐谷浑豊孙女，员外散骑侍郎吐谷浑仲宝之女，虚龄十七岁嫁给尧难宗，天统元年六月三日在京城永福里家中去世，虚岁四十七，天统三年岁次丁亥二月壬寅朔廿日辛酉合葬于邺城西漳北负郭七里[11]